# Richard Foxton (MP)
Richard Foxton foi um membro do parlamento inglês.
Ele foi um membro (MP) do Parlamento da Inglaterra por Leicester em 1334.